# Art déco valenciano

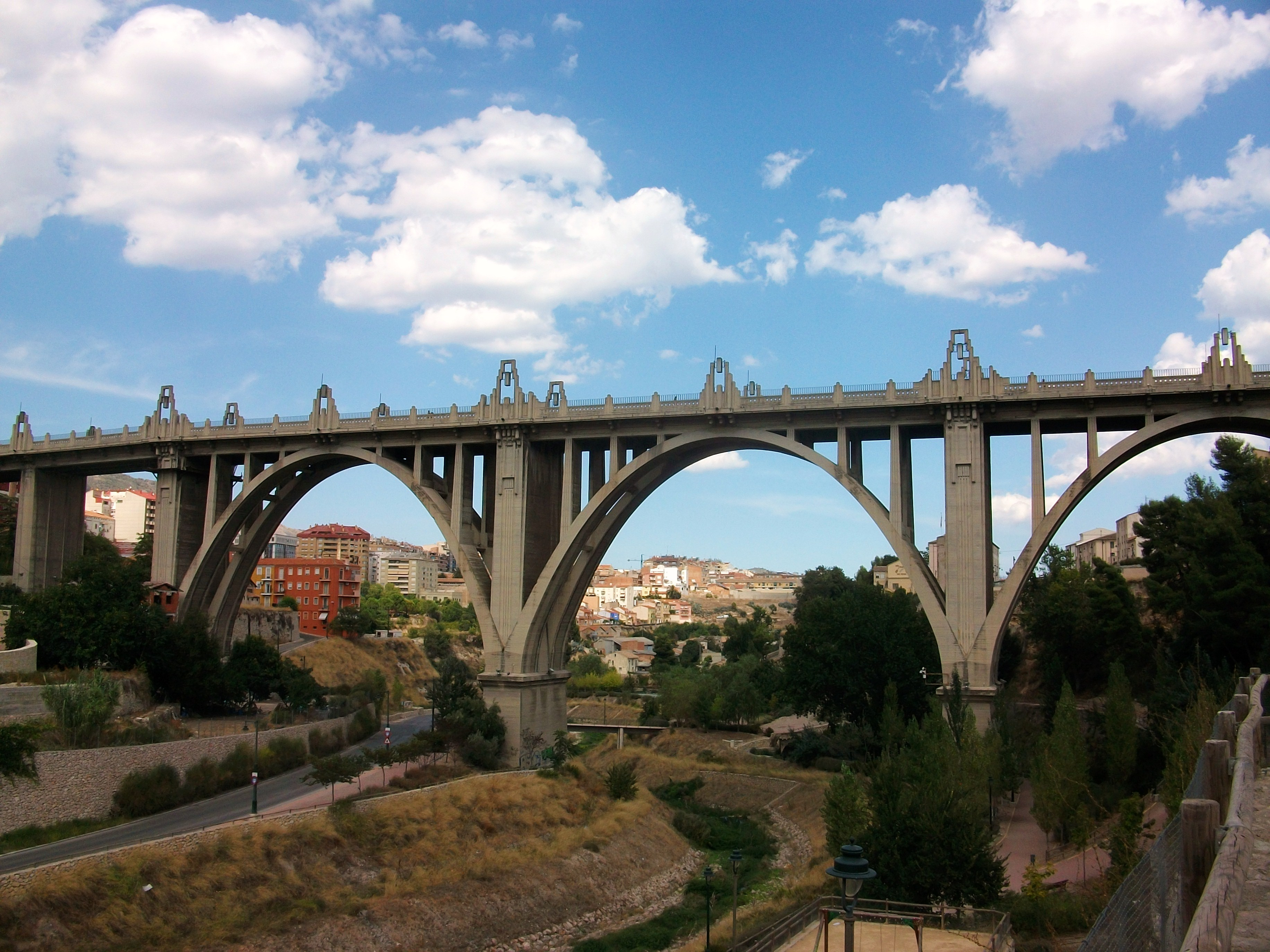
Puente de San Jorge, en Alcoy (Alicante), 1931.

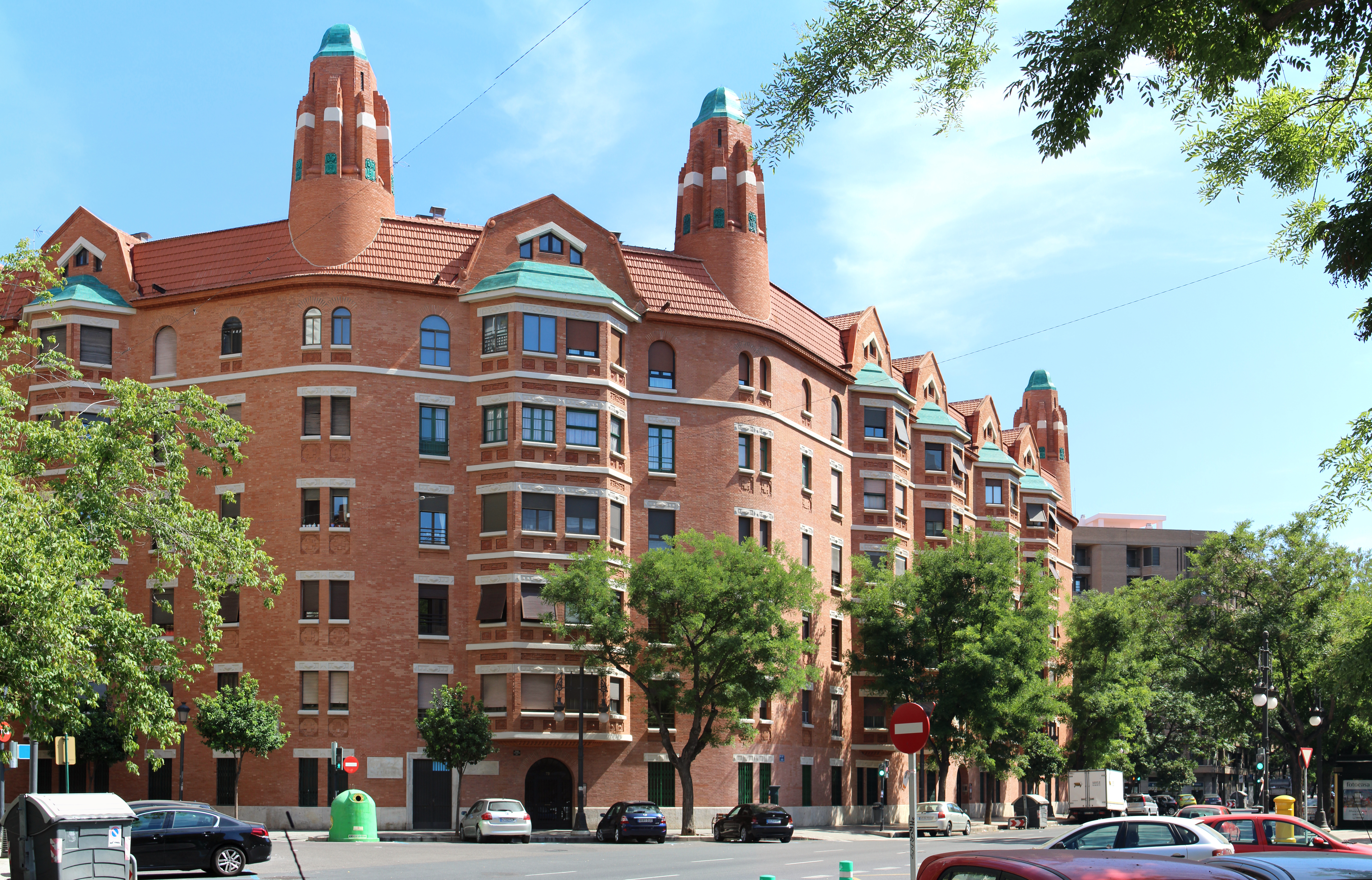
Edificio de la Finca Roja. Proyectado por el arquitecto Enrique Viedma en 1929 y construido en 1933.

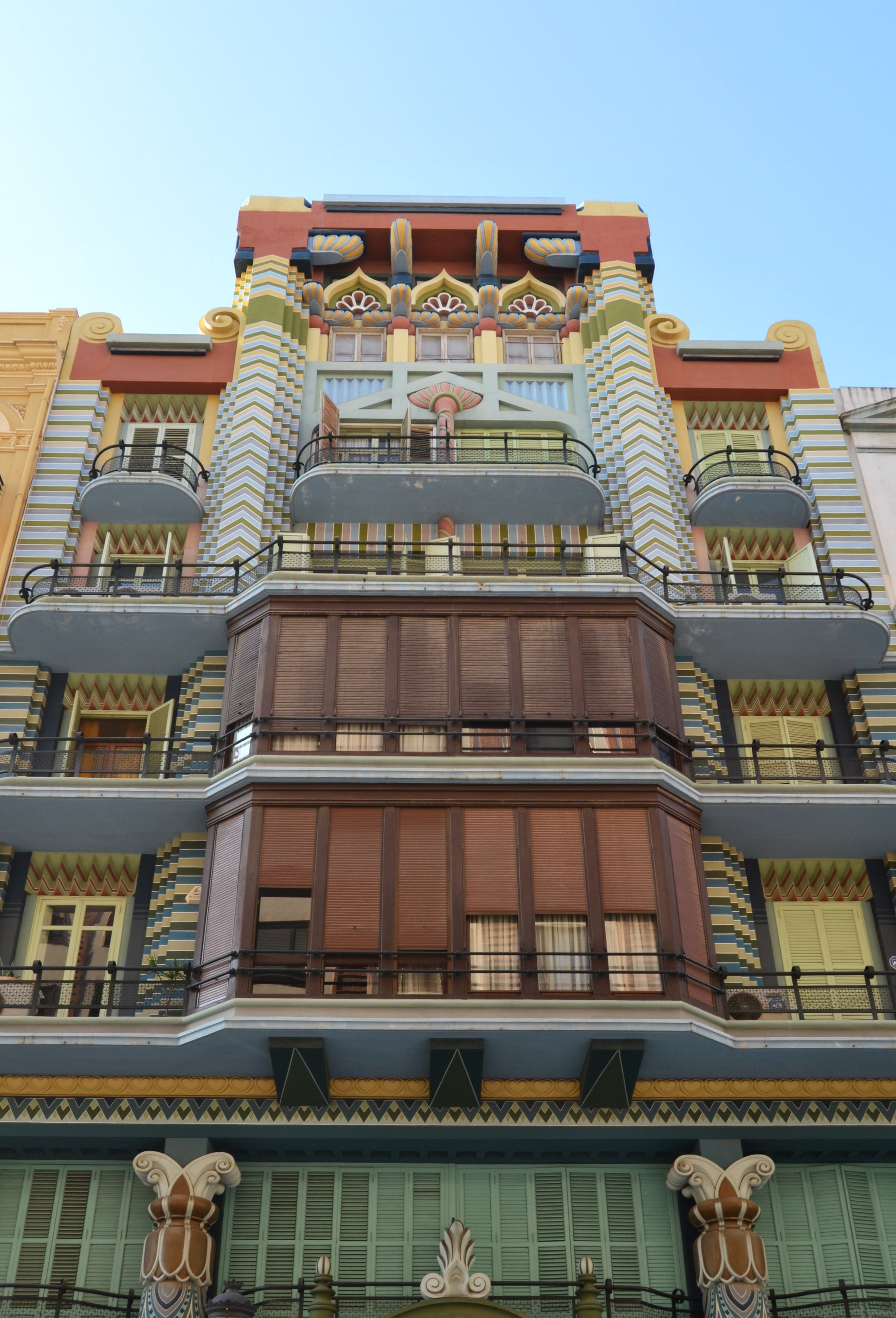
Casa Judía, en Valencia, obra de Juan Guardiola.

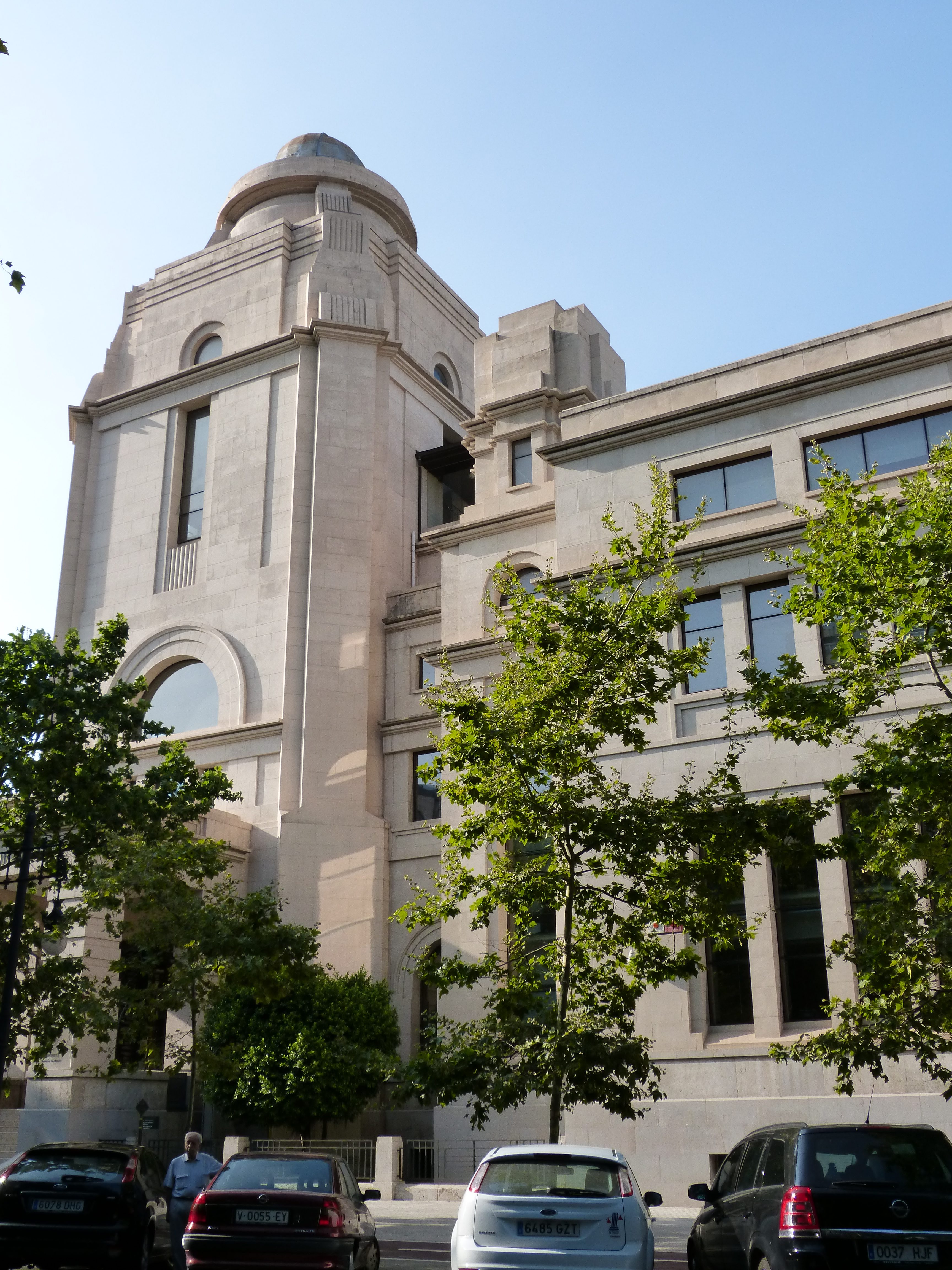
Rectorado de la Universidad de Valencia, ubicado en la avenida de Blasco Ibáñez (antiguo Paseo Valencia al mar).

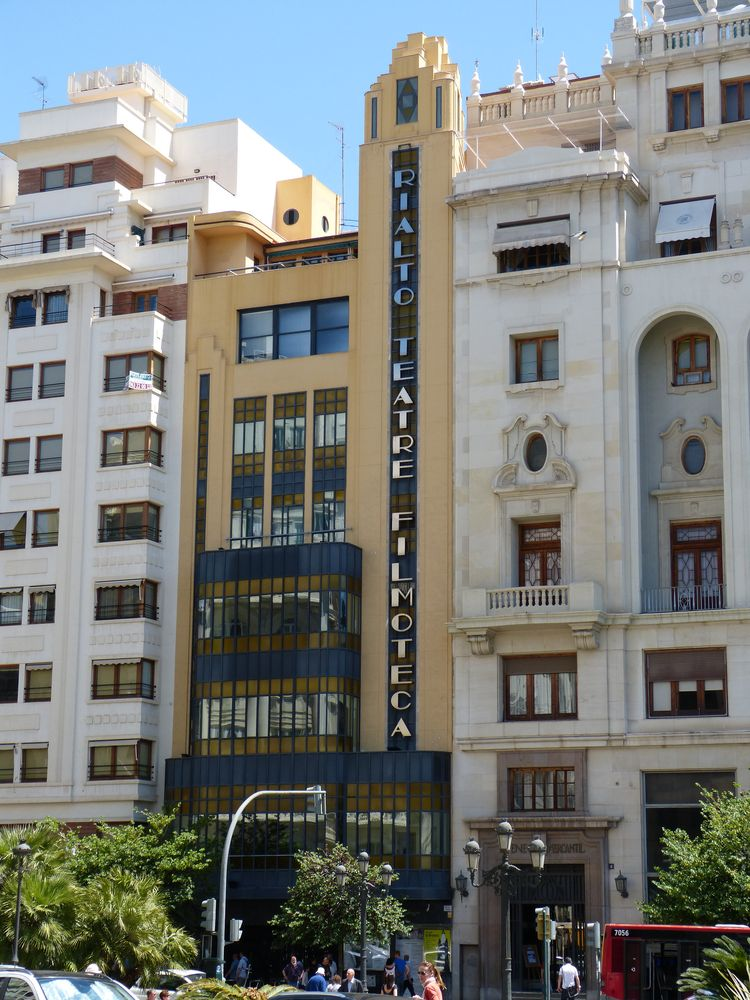
Edificio del Cine Rialto - Valencia (España). Proyectado por el arquitecto Cayetano Borso di Carminati y construido en 1939.

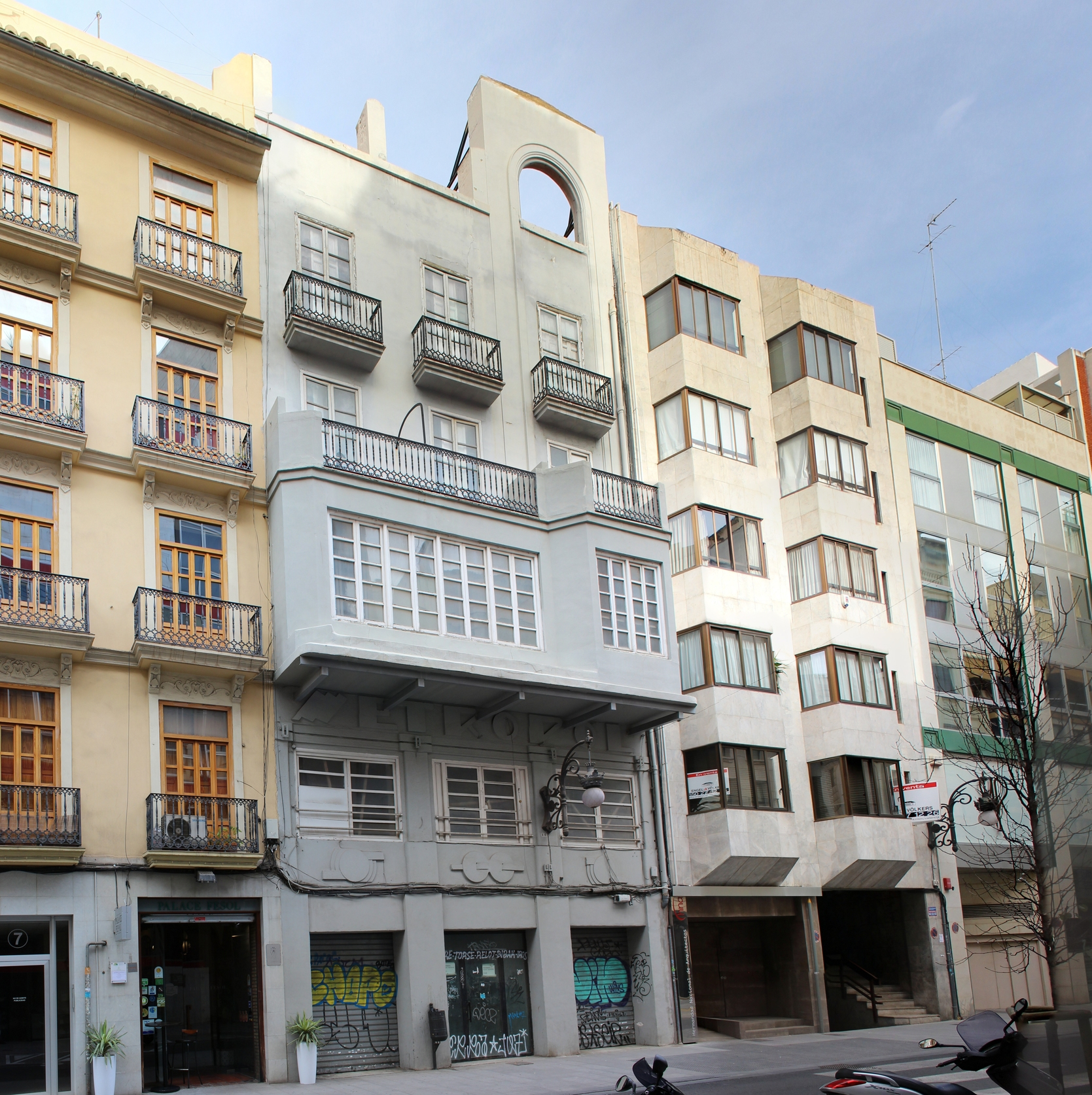
Cine Metropol, en Valencia, obra de Francisco Javier Goerlich.

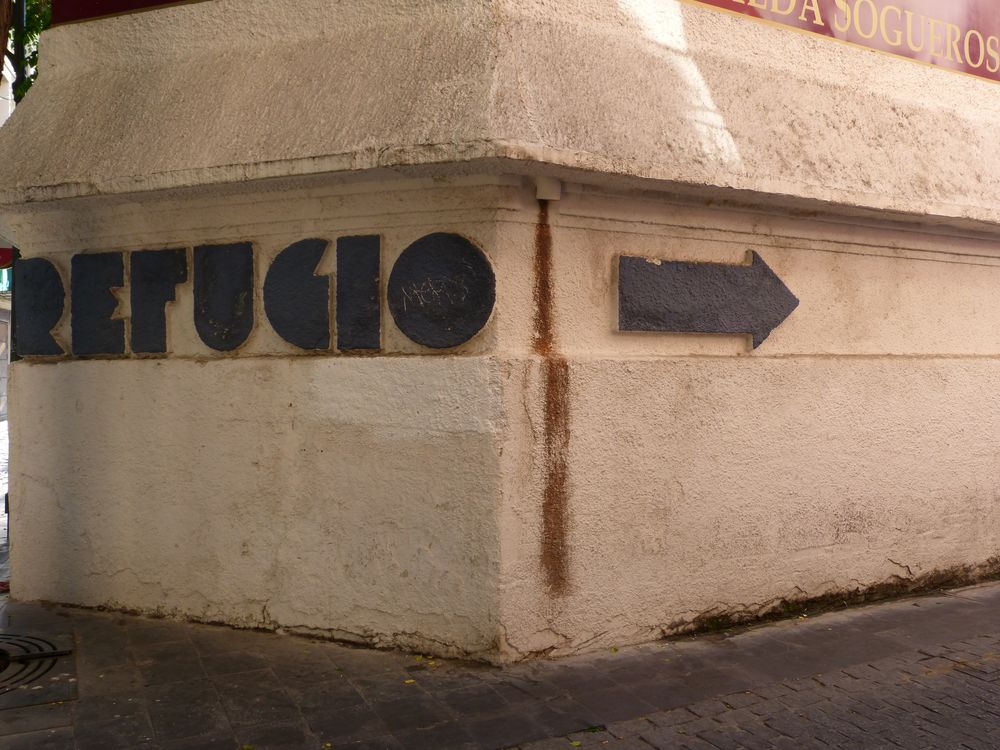
Tipografía art déco en los refugios antiaéreos de la guerra civil en Valencia.

El art déco valenciano es el desarrollo del movimiento artístico art déco en la Comunidad Valenciana, España. Se hizo popular a partir de 1925 hasta 1939, aunque su influencia se extiende hasta la década de 1950) que influyó las artes decorativas tales como arquitectura, diseño interior, y diseño gráfico e industrial, también a las artes visuales tales como la moda, pintura, grabado, escultura y cinematografía.

## Arquitectura
En la década de 1920 en la Comunidad Valenciana el art déco convive con el modernismo valenciano en diversas obras arquitectónicas, en una mezcla de estilos que irá desapareciendo y decantándose a favor de la moda imperante, el art déco. Posteriormente ocurriría algo parecido en algunas edificaciones, al fusionarse el art déco con el racionalismo arquitectónico.
La Comunidad Valenciana posee una profusa arquitectura art déco, consecuencia del período de bonanza económica de entreguerras, en las cuales España permaneció neutral.
Aunque en el caso del art déco será principalmente Valencia la ciudad en la que más se desarrollará el estilo arquitectónico, también pueden encontrarse destacadas obras de art déco en diversas poblaciones valencianas como es el caso del puente de San Jorge, en Alcoy (Alicante), posiblemente la obra más colosal y de mayor envergadura dentro del art déco valenciano. En Sueca (Valencia) tendrá lugar otro importante foco dentro del art déco valenciano, en donde destaca la obra e influencia del arquitecto suecano Juan Guardiola con el Ateneo Sueco del Socorro como principal exponente.
En Valencia, son particularmente notorios la casa de baños de Las Arenas, el edificio del Rectorado de la Universidad de Valencia en el que hay que destacar su cúpula que albergaba el telescopio de la antigua Facultad de Ciencias y los cines Rialto (1939, actualmente Filmoteca de la Generalidad Valenciana), Capitol (transformado en edificio de oficinas) y Metropol.
Otros edificios basados en este tipo de arquitectura que destacan en Valencia son la Casa Judía de Guardiola Martínez (1930) o el edificio de Bombas Gens de Borso di Carminati (1930). Al arquitecto valenciano Francisco Javier Goerlich Lleó se deben la mayoría de edificaciones del periodo de transición entre la arquitectura art déco y el racionalismo arquitectónico valenciano en la ciudad, como el edificio Roig Vives, el edificio Martí Cortina (1943), el edificio Carlampio o el Colegio Mayor Luis Vives, todos ellos proyectados por Goerlich y que comparten características de ambos estilos arquitectónicos.
En Valencia cabe destacar también la Finca Roja, de otro arquitecto valenciano, Enrique Viedma Vidal, que está señalada como uno de los referentes más importantes dentro del expresionismo holandés con detalles importantes de art déco valenciano.
Un caso curioso será el de la original tipografía de estilo art déco utilizada en los refugios antiaéreos de Valencia durante la guerra civil española (1936-1939), que se conserva en buen estado en varios refugios. 
Entre las obras del art déco valenciano destacan:

### Provincia de Alicante
Alcoy:
- Puente de San Jorge
- Cine Goya

Alicante:
- Edificio Reyes de Anta-Barrio

### Provincia de Valencia
Carlet:
- Mercado municipal de Carlet

Sueca:
- Ateneo Sueco del Socorro
- Teatro Serrano
- Sociedad Recreativa la Agricultura

Valencia:
- Bombas Gens
- Casa Judía
- Cine Rialto
- Cine Metropol
- Cine Capitol
- Finca Roja
- Edificio Roig Vives
- Edificio Cervera
- Edificio Gil
- Edificio Cuadrado
- Rectorado de la Universidad de Valencia

### Arquitectos del art déco en la Comunidad Valenciana
Los arquitectos que realizaron obras dentro del art déco valenciano son los siguientes clasificados por las poblaciones en donde las realizaron:

#### Provincia de Alicante
- Alcoy: Víctor Eusa y Roque Monllor Boronat.
- Alicante: Cayetano Borso di Carminati.

#### Provincia de Valencia
- Carlet: Mariano Peset Aleixandre.
- Sueca: Juan Guardiola y Julián Ferrando Ortells.
- Valencia: Cayetano Borso di Carminati, Francisco Javier Goerlich, Juan Guardiola, Mariano Peset Aleixandre, Joaquín Rieta Síster, Enrique Viedma Vidal, etc.